# Fritz Creek (Alaska)
Fritz Creek ist ein census-designated place (CDP) im Kenai Peninsula Borough in Alaska. Das U.S. Census Bureau ermittelte bei der Volkszählung 2020 eine Einwohnerzahl von 2248.

## Geographie
Fritz Creek liegt im Südwesten der Kenai-Halbinsel am Nordufer der Kachemak Bay. Fritz Creek befindet sich 12 km ostnordöstlich von Homer. Die „East End Road“ führt von Homer über Kachemak nach Fritz Creek. Das CDP-Gebiet erstreckt sich über eine Länge von 20 km entlang der Küste und reicht etwa 7 km ins Landesinnere. Der 598 m hohe Bald Mountain bildet die größte Erhebung. Das kleine Flüsschen Fritz Creek verläuft im südwestlichen Teil des CDP-Gebiets. Im Nordosten grenzt das CDP an das Fox River CDP. Im CDP-Gebiet befindet sich der „Eveline State Recreation Site“.

## Geschichte
Das Gebiet um die Kachemak Bay war historisch von Dena’ina bewohnt. Der Nordosten des CDP sowie im angrenzenden Fox River CDP wohnen Altgläubige aus Russland (russische „Old Believers“), die noch heute Russisch als erste Sprache lernen und alte Traditionen und Bräuche erhalten haben. Fritz Creek wurde 1980 ein census-designated place.

## Demografie
Zum Zeitpunkt der Volkszählung im Jahre 2020 (U.S. Census 2020) hatte Fritz Creek 2248 Einwohner auf einer Landfläche von 139,74 km². Von den Einwohnern waren 1967 Weiße, einer afrikanisch-amerikanischer Abstammung, 52 Indigene sowie 21 Asiaten. Beim Zensus im Jahr 2000 wurden 1603 Einwohner gezählt, 2010 waren es 1932. Somit war die Bevölkerungsentwicklung der letzten Jahre ansteigend.